# Iñaki Astiz
Iñaki Astiz Ventura (Pamplona, 5 novembre 1983) è un ex calciatore spagnolo, di ruolo difensore.

## Carriera

### Club
È un prodotto del settore giovanile dell'Osasuna. Ha passato il 2007-2008 nel campionato polacco col Legia Varsavia. Successivamente è tornato all'Osasuna, quindi ha firmato un quinquennale con il Legia Varsavia.

## Palmarès

### Club

#### Competizioni nazionali
- Campionato polacco: 4

Legia Varsavia: 2012-2013, 2013-2014, 2017-2018, 2020-2021
- Coppa di Polonia: 5

Legia Varsavia: 2007-2008, 2010-2011, 2011-2012, 2012-2013, 2014-2015
- Campionato cipriota: 2

APOEL: 2015-2016 2016-2017